# Hellenic Football League
La Hellenic Football League è una lega calcistica che copre le contee inglesi di Berkshire, Gloucestershire, Oxfordshire, il sud del Buckinghamshire, il sud del Herefordshire, l'ovest della Greater London, e il nord del Wiltshire. Partecipano anche una squadra del Hampshire e una del Northamptonshire.

## Storia

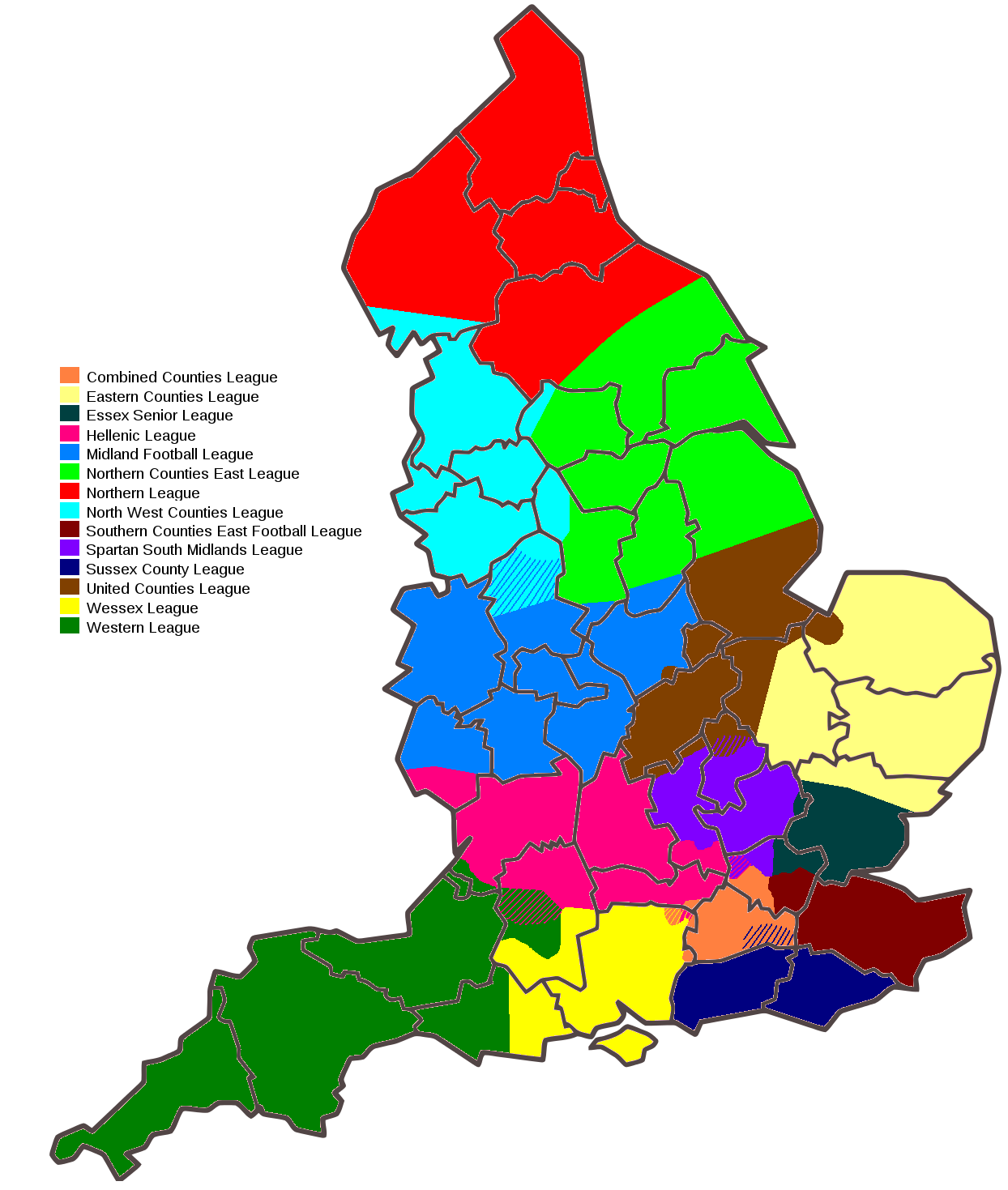
L'area coperta dalla Hellenic Football League è colorata in rosa.

La lega è stata fondata nel 1953. Nella stagione 2000-2001, la lega ha assorbito la Chiltonian League e ora ha tre divisioni, la Premier Division, Division One East, Division One West e tre divisioni per le squadre di riserva. Nella stagione 2006-2007, la Hellenic League ha assorbito la Banbury District and Lord Jersey FA Veterans League con tre divisioni ora sotto il titolo di Hellenic Veterans League.
A partire dalla stagione 2004-2005, la riorganizzazione della Hellenic League la fatta diventare un punto 5 e 6 del National League System. I club della Premier Division passano al livello 5, che offre la progressione verso la Southern Football League Division One (punto 4) per i vincitori della Premier Division, a patto che abbiano le strutture necessarie.
50 sono le squadre giocano nella Hellenic Premier e Division Ones. 18 squadre giocano a livello veterano (giocatori di età 35 o sopra).

## Albo d'oro
Il campionato è iniziato con solo una divisione, la Premier, prima che la Division One venne aggiunta nel 1956.
| Stagione  | Premier Division        | Division One                |
| --------- | ----------------------- | --------------------------- |
| 1953-1954 | Didcot Town             |                             |
| 1954-1955 | Witney Town             |                             |
| 1955-1956 | Headington Utd reserves |                             |
| 1956-1957 | Abingdon Town           | Luton Town Colts            |
| 1957-1958 | Witney Town             | Aylesbury Town Corinthians  |
| 1958-1959 | Abingdon Town           | Thatcham Town               |
| 1959-1960 | Abingdon Town           | Hazells                     |
| 1960-1961 | Bicester Town           | Chipping Norton Town        |
| 1961-1962 | Thame Utd               | Botley Utd                  |
| 1962-1963 | Yiewsley reserves       | Amersham Town               |
| 1963-1964 | Amersham Town           | Henley Town                 |
| 1964-1965 | Witney Town             | Thatcham Town               |
| 1965-1966 | Witney Town             | Princes Risborough reserves |
| 1966-1967 | Witney Town             | Pinehurst                   |
| 1967-1968 | Hazells                 | Henley Town                 |
| 1968-1969 | Wallingford Town        | Oxford City reserves        |
| 1969-1970 | Thame Utd               | Clanfield                   |
| 1970-1971 | Witney Town             | Hungerford Town             |

Per la stagione 1971-1972, la Division One è stata divisa in Division One A e Division One B.
| Stagione  | Premier Division | Division One A | Division One B       |
| --------- | ---------------- | -------------- | -------------------- |
| 1971-1972 | Witney Town      | Fairford Town  | Chipping Norton Town |

Per la stagione 1972-1973, la Division One A e la Division One B si sono fuse ed è stata fondata la Division Two.
| Stagione  | Premier Division | Division One  | Division Two |
| --------- | ---------------- | ------------- | ------------ |
| 1972-1973 | Witney Town      | Thatcham Town | Walcot       |

La stagione seguente, la Division One e la Division Two sono state fuse.
| Stagione  | Premier Division     | Division One             |
| --------- | -------------------- | ------------------------ |
| 1973-1974 | Moreton Town         | Cirencester Town         |
| 1974-1975 | Thatcham Town        | Maidenhead Town          |
| 1975-1976 | Burnham              | Abingdon Town            |
| 1976-1977 | Moreton Town         | Didcot Town              |
| 1977-1978 | Chipping Norton Town | Bicester Town            |
| 1978-1979 | Newbury Town         | Northwood                |
| 1979-1980 | Bicester Town        | Hazells                  |
| 1980-1981 | Newbury Town         | Wantage Town             |
| 1981-1982 | Forest Green         | Lambourn Sports          |
| 1982-1983 | Moreton Town         | Rayners Lane             |
| 1983-1984 | Almondsbury Greenway | Morris Motors            |
| 1984-1985 | Shortwood Utd        | Pegasus Juniors          |
| 1985-1986 | Sharpness            | Viking Sports            |
| 1986-1987 | Abingdon Town        | Bishop's Cleeve          |
| 1987-1988 | Yate Town            | Cheltenham Town reserves |
| 1988-1989 | Yate Town            | Almondsbury Picksons     |
| 1989-1990 | Newport              | Carterton Town           |
| 1990-1991 | Milton Utd           | Cinderford Town          |
| 1991-1992 | Shortwood Utd        | Wollen Sports            |
| 1992-1993 | Wollen Sports        | Tuffley Rovers           |
| 1993-1994 | Moreton Town         | Carterton Town           |
| 1994-1995 | Cinderford Town      | Endsleigh                |
| 1995-1996 | Cirencester Town     | Purton                   |
| 1996-1997 | Brackley Town        | Ardley Utd               |
| 1997-1998 | Swindon Supermarine  | Ardley Utd               |
| 1998-1999 | Burnham              | Pegasus Juniors          |
| 1999-2000 | Banbury Utd          | Cheltenham Saracens      |

Dopo la stagione 1999-2000, la Division One è stata regionalizzata in East e West.
| Stagione  | Premier Division    | Division One         | Division One        |
| Stagione  | Premier Division    | East                 | West                |
| --------- | ------------------- | -------------------- | ------------------- |
| 2000-2001 | Swindon Supermarine | Henley Town          | Gloucester Utd      |
| 2001-2002 | North Leigh         | Finchampstead        | Hook Norton         |
| 2002-2003 | North Leigh         | Quarry Nomads        | Slimbridge          |
| 2003-2004 | Brackley Town       | Wantage Town         | Purton              |
| 2004-2005 | Highworth Town      | Eton Wick            | Shrivenham          |
| 2005-2006 | Didcot Town         | Hounslow Borough     | Winterbourne Utd    |
| 2006-2007 | Slimbridge          | Bisley Sports        | Lydney Town         |
| 2007-2008 | North Leigh         | Chalfont Wasps       | Winterbourne Utd    |
| 2008-2009 | Hungerford Town     | Binfield             | Hardwicke           |
| 2009-2010 | Almondsbury Town    | Thame Utd            | Slimbridge          |
| 2010-2011 | Wantage Town        | Holyport             | Headington Amateurs |
| 2011-2012 | Oxford City Nomads  | Newbury              | Tytherington Rocks  |
| 2012-2013 | Marlow              | Rayners Lane         | Brimscombe & Thrupp |
| 2013-2014 | Wantage Town        | Milton Utd           | Tytherington Rocks  |
| 2014-2015 | Flackwell Heath     | Wokingham & Emmbrook | Longlevens          |
| 2015-2016 | Kidlington          | Penn & Tylers Green  | Carterton           |
| 2016-2017 | Thame Utd           | Penn & Tylers Green  | Fairford Town       |
| 2017-2018 | Thatcham Town       | Virginia Water       | Ardley Utd          |
| 2018-2019 | Wantage Town        | Burnham              | Easington Sports    |
| 2019-2020 | Nessun vincitore    | Nessun vincitore     | Nessun vincitore    |
| 2020-2021 | Nessun vincitore    | Nessun vincitore     | Nessun vincitore    |

Dal 2021, la Division One East e West si sono fuse formando la Division One.
| Stagione  | Premier Division | Division One  |
| --------- | ---------------- | ------------- |
| 2021-2022 | Bishop's Cleeve  | Studley       |
| 2022-2023 | Cribbs           | Pershore Town |

## Albo d'oro delle Coppe
Le coppe calcistiche organizzate dalla Hellenic League sono la Floodlit Cup, la Supplementary Cup e la Challenge Cup.
| Stagione  | Floodlit Cup        | Supplementary Cup   | Challenge Cup       |
| --------- | ------------------- | ------------------- | ------------------- |
| 1994-1995 | Cinderford Town     |                     |                     |
| 1995-1996 | Bicester Town       |                     |                     |
| 1996-1997 | Abingdon Utd        |                     |                     |
| 1997-1998 | Swindon Supermarine |                     |                     |
| 1998-1999 | Burnham             | Highworth Town      | Tuffley Rovers      |
| 1999-2000 | Swindon Supermarine | Carterton Town      | Swindon Supermarine |
| 2000-2001 | Swindon Supermarine | Annullata           | Carterton Town      |
| 2001-2002 | Gloucester Utd      | Purton              | Fairford Town       |
| 2002-2003 | Tuffley Rovers      | Didcot Town         | Yate Town           |
| 2003-2004 | Slimbridge          | Brackley Town       | Didcot Town         |
| 2004-2005 | Almondsbury Town    | Hungerford Town     | Didcot Town         |
| 2005-2006 | Didcot Town         | Badshot Lea         | Didcot Town         |
| 2006-2007 | Wantage Town        | Ardley Utd          | Hungerford Town     |
| 2007-2008 | Kidlington          | Shortwood Utd       | Hungerford Town     |
| 2008-2009 | Marlow              | Annullata           | Almondsbury Town    |
| 2009-2010 | Shortwood Utd       | Annullata           | Ardley Utd          |
| 2010-2011 | Holyport            | Kidlington          | Holyport            |
| 2011-2012 | Binfield            | Reading Town        | Highworth Town      |
| 2012-2013 | Ardley Utd          | Headington Amateurs | Oxford City Nomads  |
| 2013-2014 | Brimscombe & Thrupp | Brimscombe & Thrupp | Ascot Utd           |
| 2014-2015 | North Leigh         | Hook Norton         | Ardley Utd          |
| 2015-2016 | Ascot Utd           | Fairford Town       | Flackwell Heath     |
| 2016-2017 | Lydney Town         | Ardley Utd          | Bracknell Town      |
| 2017-2018 | Binfield            | Holyport            | Bracknell Town      |
| 2018-2019 | Ardley Utd          | Thornbury Town      | Ascot Utd           |
| 2019-2020 | Cancellata          | Cancellata          | Cancellata          |
| 2020-2021 | Non organizzata     | Abingdon Utd        | Kidlington reserves |
| 2021-2022 | Non organizzata     | Pershore Town       | Cribbs              |
| 2022-2023 | Mangotsfield Utd    | Feckenham           | Pershore Town       |